# 美里站
美里站（日语：／ Misato eki */?）是位於長野縣小諸市大字市字土橋，東日本旅客鐵道（JR東日本）的小海線車站。

## 歷史
為了方便附近的工業團地乘客通勤，在對於當地請求下建設此站。
- 1988年（昭和63年）12月1日：此站啟用[1]。

## 車站構造
車站是一座地面車站，設有1面1線單式月台。在站內設有木屋風候車室。此站設有站前廣場。
此站是無人車站。

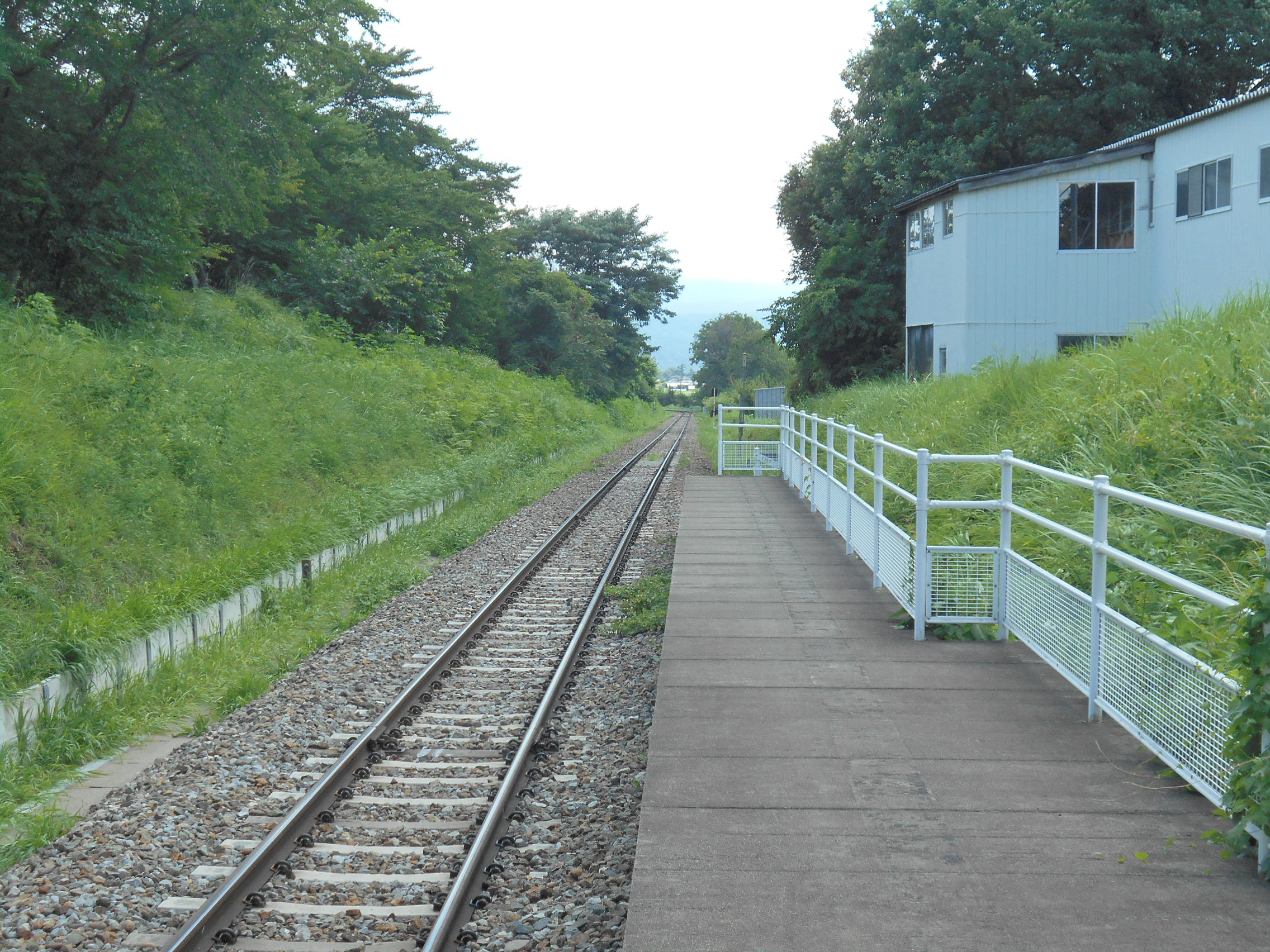
月台望向中佐都站方向（2017年8月）
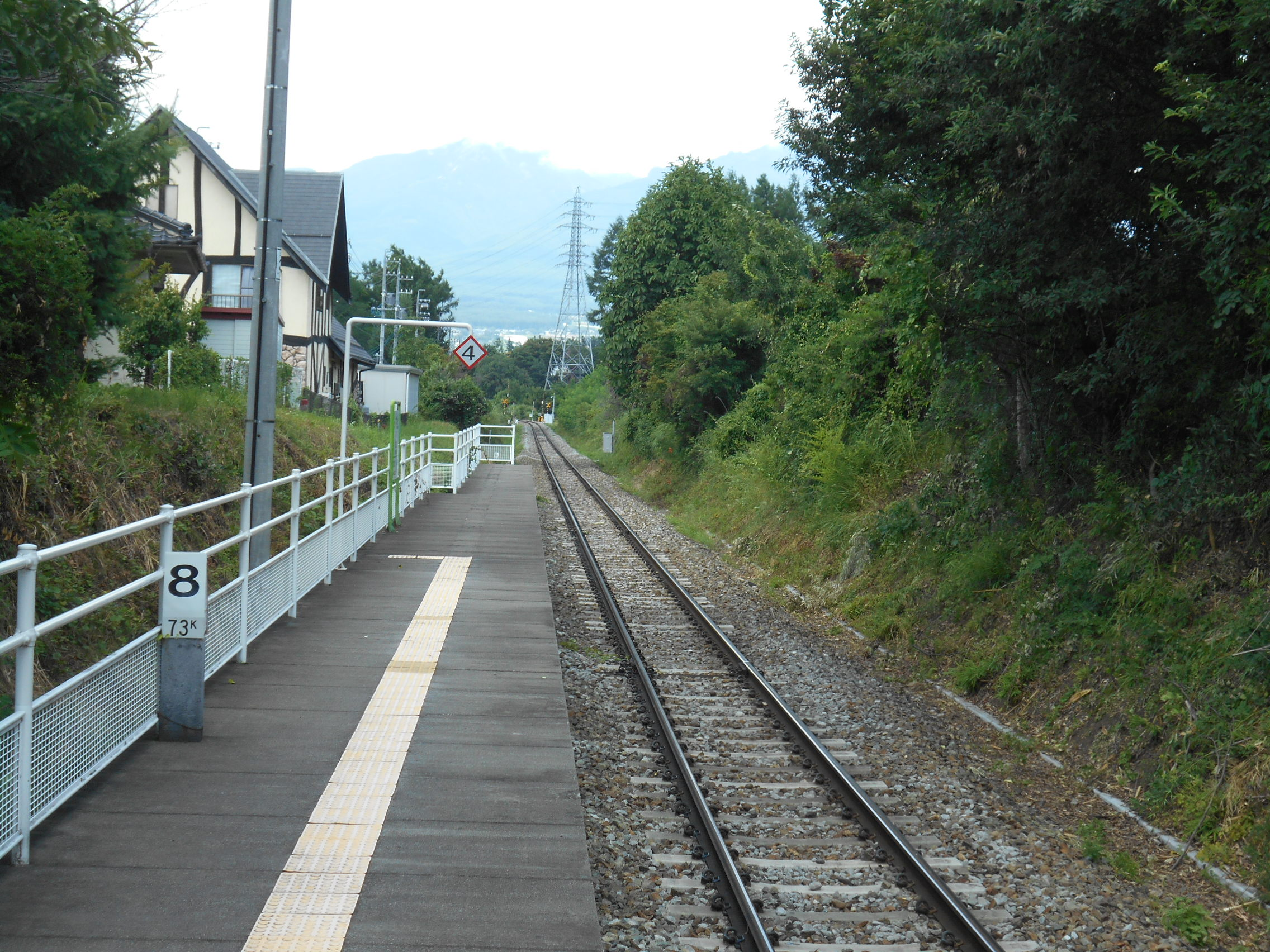
月台望向三岡站方向（2017年8月）
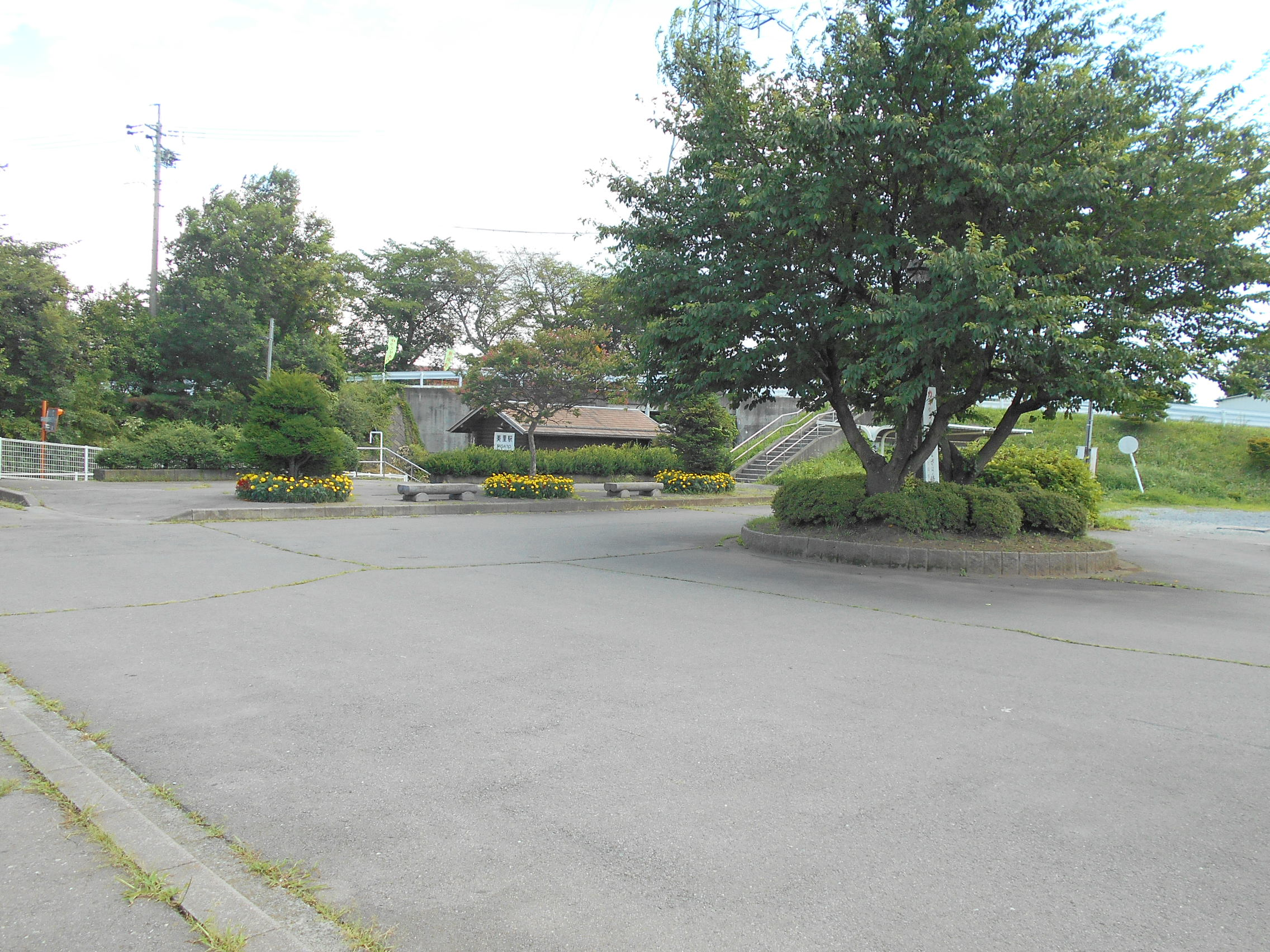
站前廣場（2017年8月）
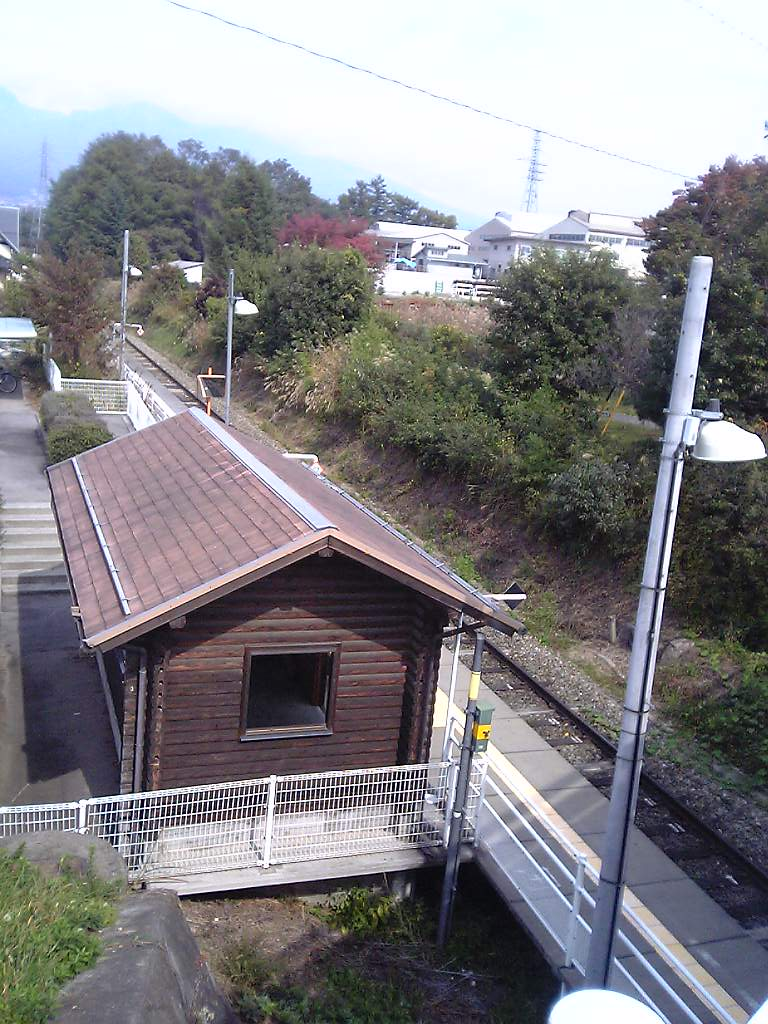
從橋上望向小海線美里站（2009年10月）

## 使用狀況
根據「長野縣統計書」，以下為1日平均乘車人次：
- 2007年度 - 145人[1]
- 2009年度 - 165人[1]
- 2010年度 - 166人
- 2011年度 - 152人

## 車站周邊
- 國道141號（日语：国道141号）
- 長野縣小諸養護學校（日语：長野県特別支援学校一覧）[1]
- 和田工業團地[1]

## 相鄰車站
東日本旅客鐵道（JR東日本）
■小海線
中佐都－美里－三岡

## 注腳
1. 1 2 3 4 5 6 7 8 9 10 11 12 13 14 15 16 17  信濃毎日新聞社出版部. . 信濃毎日新聞社. 2011-07-24: 136. ISBN 9784784071647 （日语）.

## 外部連結
- 車站資訊（美里）：東日本旅客鐵道（日語）